# Carl Jules Weyl
Carl Jules Weyl (Estugarda, 6 de dezembro de 1890 — Los Angeles, 12 de julho de 1948) é um diretor de arte alemão. Venceu o Oscar de melhor direção de arte na edição de 1939 por The Adventures of Robin Hood.